# Kosmos 116
Kosmos 116 – radziecki satelita technologiczny, piąty z serii DS-P1-Yu, a czwarty pomyślnie wystrzelony; służył rozwojowi systemu obrony powietrznej i kontroli przestrzeni kosmicznej, np. do kalibracji radarów Dniestr; stanowił część kompleksu Raduga.